# В объятиях лжи
«В объятиях лжи» (англ. Greta, дословно — «Грета») — американо-ирландский психологический триллер 2018 года режиссёра Нила Джордана. Сценарий написан совместно Джорданом и Рэем Райтом. Главные роли исполнили Изабель Юппер и Хлоя Грейс Морец. Сюжет повествует о молодой девушке, заводящей дружбу с пожилой вдовой, которая со временем становится одержимой ею.
Мировая премьера состоялась 6 сентября 2018 года на Международном кинофестивале в Торонто. Фильм вышел в кинотеатральный прокат США 1 марта 2019 года, в России — 21 марта.

## Сюжет

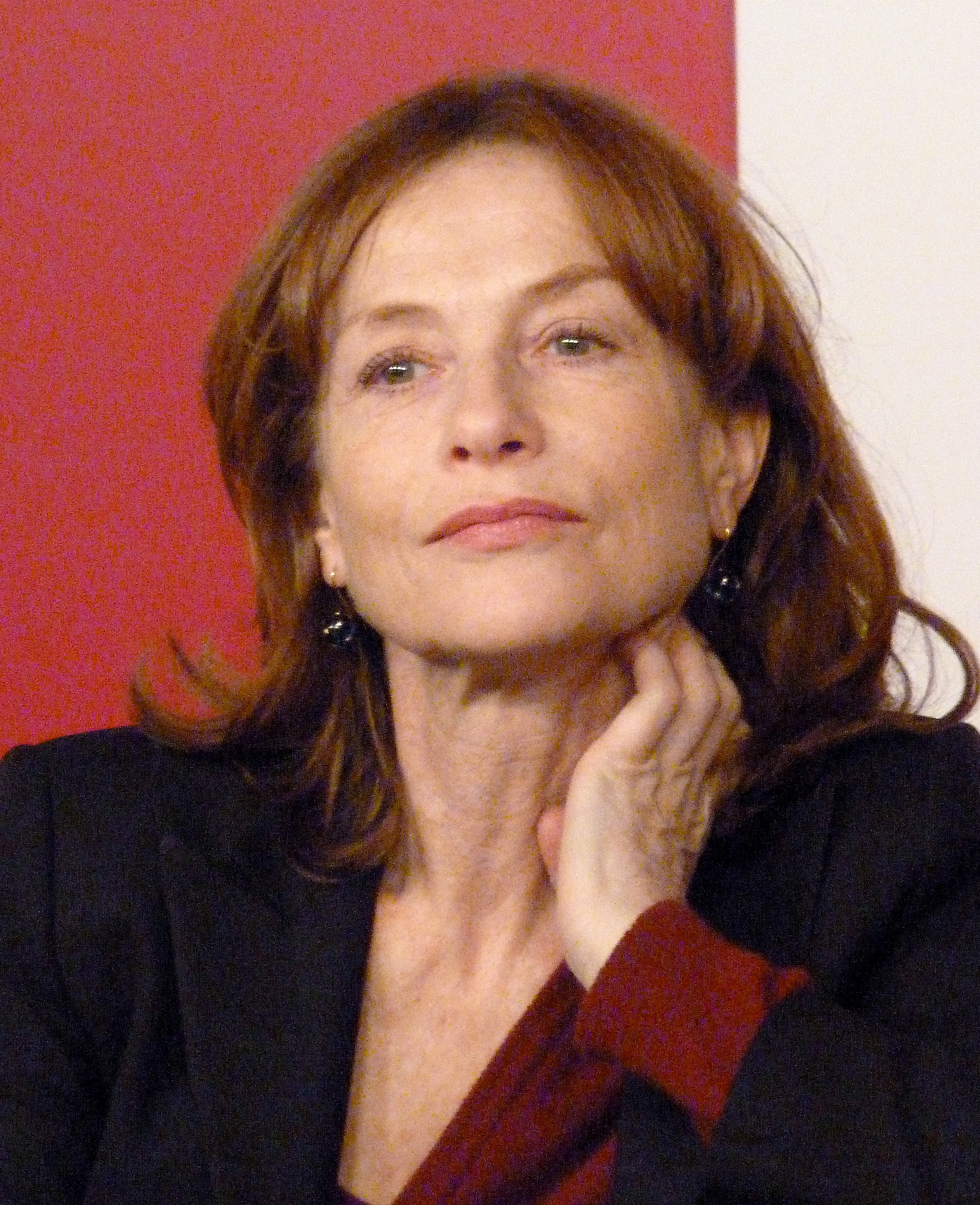
Изабель Юппер, исполнительница роли Греты Хидег

Фрэнсис Маккаллен, молодая официантка, находит в вагоне нью-йоркского метро сумочку с документами на имя Греты Хидег. На следующий день Фрэнсис возвращает сумку владелице, и Грета в знак благодарности приглашает её в гости на чашку кофе. Грета рассказывает ей, что она вдова родом из Франции, а её дочь Николя обучается в Париже.
Фрэнсис начинает чаще проводить время с Гретой, и женщины постепенно сближаются. Подруга Фрэнсис и соседка по комнате Эрика упрекает её в излишней привязанности к Грете, на что та утверждает, что они стали друзьями. На ужине у Греты девушка неожиданно обнаруживает в шкафу множество сумок, идентичных найденной ею в метро, с прикреплёнными именами и номерами телефонов, в том числе и Фрэнсис.
Встревоженная находкой, Фрэнсис прекращает общение с Гретой, после чего начинает подвергаться сталкингу со стороны женщины. Грета постоянно звонит Фрэнсиc, приходит к ней в ресторан и следит за девушкой на улице. Фрэнсис и Эрика обращаются в полицию, однако им сообщают, что в действиях Греты нет состава преступления. Позже Фрэнсис встречается с бывшей любовницей дочери Греты и узнаёт от неё, что женщина родом из Венгрии, а Николя покончила с собой из-за садистского поведения матери. Также выясняется о наличии у Греты психического расстройства. Тем же днём Грета снова появляется в ресторане и в истерике едва не нападает на Фрэнсис, в результате чего женщину увозят в больницу, однако затем отпускают.
Фрэнсис разрывается между поездкой домой к своему отцу Крису и отпуском с Эрикой. По совету подруги Фрэнсис встречается с Гретой и лжёт ей о своём отъезде. На следующее утро Грета похищает Фрэнсис, накачивая её наркотиками, и запирает в деревянном сундуке в потайной комнате своего дома. Затем женщина пользуется телефоном девушки и обманывает Криса и Эрику, написав им, что Фрэнсис находится с кем-то из них. После того как Грета освобождает Фрэнсис, та находит одежду и документы другой похищенной девушки.
Крис приходит в дом к Эрике, и они узнают о пропаже Фрэнсис. Тем временем Грета заставляет Фрэнсис учить венгерский язык и играть на пианино, тем самым пытаясь сделать её своей новой «дочерью». Однажды во время урока кулинарии, когда Грета отвлекается, Фрэнсис отрезает ей мизинец формочкой для печенья и вырубает её скалкой. Фрэнсис пытается спастись, однако обнаруживает запечатанными окна и двери дома. Она бежит в подвал и замечает там одну из предыдущих жертв Греты. Очнувшаяся Грета атакует Фрэнсис и придушивает её, лишая чувств.
Крис нанимает частного сыщика Брайана Коди для поиска дочери, и они выходят на след Греты. Коди приходит в дом к Грете, и связанная в секретной комнате Фрэнсис пытается привлечь его внимание, тряся кровать, но женщина блокирует шум игрой на пианино. Когда Грета поднимается наверх, Коди понимает, что за пианино имеется потайная комната. Внезапно появившаяся Грета втыкает ему в шею шприц, забирает пистолет сыщика и убивает его.
Спустя некоторое время к Грете приходит другая девушка с сумкой, оставленной той в метро. Женщина приглашает её в дом и угощает кофе. Отпив из своей чашки, Грета впадает в одурманенное состояние. Пришедшей к Грете девушкой оказывается замаскированная Эрика, которая добавила рогипнол в её кофе. Эрика освобождает Фрэнсис, в то время как Грета отключается. Когда они собираются уходить, Грета ненадолго приходит в себя и хватает Фрэнсис, после чего вновь теряет сознание.
В финале подруги кладут бесчувственную Грету в сундук и запирают его фигуркой Эйфелевой башни. Они выходят из комнаты, и Грета начинает дребезжать крышкой сундука, сдвигая фигурку.

## В ролях
| Актёр            | Роль              |
| ---------------- | ----------------- |
| Изабель Юппер    | Грета Хидег       |
| Хлоя Грейс Морец | Фрэнсис Маккаллен |
| Майка Монро      | Эрика Пенн        |
| Колм Фиор        | Крис Маккаллен    |
| Стивен Ри        | Брайан Коди       |
| Зави Эштон       | Алекса            |
| Паркер Сойерс    | Гэри              |

## Производство
В мае 2017 года стало известно о новом проекте с рабочим названием The Widow, за продюсирование и создание которого взялась компания Metropolitan Films в сотрудничестве с Lawrence Bender Films, Little Wave Productions и Sidney Kimmel Entertainment. Режиссёром фильма был назначен Нил Джордан, который также выступил сценаристом совместно с Рэем Райтом. В октябре 2017 года Ирландский совет кинематографии присоединился к производству проекта, оказав ему финансовую поддержку в размере 650 000 евро.
В мае 2017 года было объявлено, что Изабель Юппер и Хлоя Грейс Морец подписали контракт на участие в проекте. В августе 2017 года к актёрскому составу присоединилась Майка Монро. В сентябре 2017 года в фильм также были добавлены Стивен Ри, Колм Фиор и Зави Эштон.
Основные съёмки проходили c октября по ноябрь 2017 года в Дублине и студии Ardmore города Брей. В конце ноября 2017 года фильм частично снимался в Торонто и Нью-Йорке на протяжении недели. В период съёмочного процесса проект получил название Greta.

## Релиз
Премьерный показ состоялся 6 сентября 2018 года на Международном кинофестивале в Торонто, где были продемонстрированы первые кадры из фильма. После этого Focus Features приобрела права на распространение киноленты в США, обойдя компании Netflix, Lionsgate и Neon. Сумма сделки составила 4 млн долларов, хотя сайт Deadline Hollywood утверждал, что она могла достигнуть 6 млн долларов. Релиз фильма в США состоялся 1 марта 2019 года. В России триллер вышел 21 марта 2019 года под названием «В объятиях лжи».

## Критика
Фильм получил в основном средние оценки кинокритиков, набрав 61 % на Rotten Tomatoes и 54 балла из 100 на Metacritic. Аудитория, опрошенная сайтом CinemaScore, поставила фильму среднюю оценку C по шкале от A+ до F, а зрители PostTrak — 2 из 5 звёзд и 34 % «определённой рекомендации».
В американской прессе кинокартина получила неоднозначные отзывы. Ричард Роупер из Chicago Sun-Times раскритиковал «шаблонный» сценарий фильма, но при этом положительно оценил ведущий актёрский состав. Джеймс Берардинелли из ReelViews охарактеризовал киноленту как «фильм категории B» и «скорее разочаровывающую, чем плохую», посчитав в целом работу Джордана далеко не лучшей в его карьере. Он также похвалил игру главных исполнительниц, за исключением «пресного» персонажа Хлои Грейс Морец, которую «затмила и переиграла» Майка Монро. Питер Брэдшоу из The Guardian в смешанно-положительной рецензии назвал триллер «приятно абсурдным», добавив, что элемент нелепости в подобных фильмах является «не просто допустимым, но жизненно важным».
Французское издание Le Parisien оставило следующий отзыв: «Если контраст между наивностью Фрэнсис и жестокостью Греты, хрупкой и надломленной психопатки, приводит нас в ужас, то фильм удачно передаёт иронию». Другой журнал Première счёл проект Джордана «не совсем победным возвращением», поскольку Юппер «настолько ассоциируется с устрашающими ролями, что уже почти не пугает».